# Jugoslávská liga ledního hokeje 1976/1977
Sezóna 1976/1977 byla 35. sezónou Jugoslávské ligy ledního hokeje. Vítězem se stal tým HK Jesenice.

## Konečná tabulka
1. HK Jesenice
2. HK Olimpija Ljubljana
3. KHL Medveščak
4. HK Kranjska Gora
5. HK Partizan
6. HK Slavija Vevče
7. HK Tivoli
8. HK Celje
9. HK Crvena Zvezda Bělehrad
10. HK Spartak Subotica
11. HK Vardar Skopje
12. HK Triglav Kranj
13. KHL Mladost Zagreb
14. HK Vojvodina Novi Sad